# Royal Aircraft Factory B.E.9
El Royal Aircraft Factory B.E.9 fue un avión de reconocimiento experimental británico diseñado y construido durante Primera Guerra Mundial por la Royal Aircraft Factory.

## Diseño y desarrollo
La intención de los diseñadores fue combinar las altas prestaciones de los aviones de configuración tractora con un buen sector de tiro de la ametralladora del observador, como el proporcionado por los aviones propulsores. Por ello se decidió modificar un ejemplar de B.E.2c, añadiéndole una pequeña caja de madera (que pronto se ganó el apodo de "púlpito") por delante de la hélice del avión, que acomodaría a un artillero armado con una ametralladora Lewis en un montaje orientable. La cabina normal del observador del B.E.2c fue desmontada, permitiendo al motor (el refrigerado por aire RAF 1a estándar del B.E.2) ser desplazado hacia atrás, mientras que se aumentaba la envergadura, y se instalaba un empenaje mayor.
Una disposición general de este tipo tenía varios inconvenientes (el más obvio era la peligrosa situación del artillero, que estaba sujeto a ser herido por la hélice, o ser aplastado por el motor en el choque más leve). El modelo no fue desarrollado por la Royal Aircraft Factory (aunque el S.A francés, de concepto similar, entró en servicio) y pronto se volvió superfluo con la disponibilidad de los mecanismos de sincronización.

## Historia operacional
El único prototipo construido (número de serie 1700) voló por primera vez en Farnborough el 14 de agosto de 1915. Las primeras pruebas indicaron que las prestaciones no eran muy diferentes de las del B.E.2c en el que estaba basado, aunque se informó de la "dificultad" existente (seguramente una atenuación) en las comunicaciones entre el piloto y el observador, separados por la hélice y el motor. En septiembre del mismo año, el 1700 fue enviado a realizar pruebas de campo a Francia con una serie de unidades, incluyendo los No. 6 Squadron, No. 8 Squadron y No. 16 Squadron. Aunque el B.E.9 llevó a cabo unas pocas patrullas operativas en Francia, incluyendo un encuentro con un Fokker Eindekker alemán, la opinión de estas pruebas fue en general negativa, declarando el comandante Hugh Dowding, jefe en esa época del No. 16 Squadron, que el B.E.9 era "...una máquina extremadamente peligrosa desde el punto de vista del pasajero", mientras que Hugh Trenchard, líder del RFC en Francia, dijo que "este tipo de máquina no puede ser recomendada". Fue devuelto al Reino Unido a principios de 1916. En sus memorias, el teniente Duncan Grinnell-Milne recuerda su agradecimiento porque la experiencia de combate inicial no resultara concluyente y por ello no fuera puesto en producción en masa.

## Operadores
Reino Unido
- Real Cuerpo Aéreo[4]

## Especificaciones
Referencia datos: Bruce March

### Características generales
- Tripulación: Dos (piloto y observador)
- Longitud: 8,8 m (29 ft)
- Envergadura: 12,5 m (40,8 ft)
- Altura: 3,5 m (11,4 ft)
- Planta motriz: 1× motor lineal V8 refrigerado por aire RAF 1a.
  - Potencia: 67 kW (92 HP; 91 CV)

### Rendimiento
- Velocidad máxima operativa (Vno): 132 km/h (82 MPH; 71 kt) a nivel del mar
- Tiempo a altitud: 4,5 min para 300 m (1000 pies)

### Armamento
- Ametralladoras: 

  - 1x Lewis

## Aeronaves relacionadas

### Desarrollos relacionados
- Royal Aircraft Factory B.E.2

### Aeronaves similares
- SPAD S.A

### Secuencias de designación
- Secuencia B.E._ (interna de Royal Aircraft Factory (Blériot Experimental)): ← B.E.6 - B.E.7 - B.E.8 - B.E.9 - B.E.10 - B.E.11 - B.E.12